# Hamburg Energie
Hamburg Energie (kurz: HE) ist eine Marke des privatwirtschaftlich organisierten Energieversorgungsunternehmens Hamburger Energiewerke, das sich zu 100 % im Eigentum der Freien und Hansestadt Hamburg befindet. Bis 2021 war Hamburg Energie eine Tochtergesellschaft von Hamburg Wasser.

## Geschichte
Hamburg hatte die Hamburgischen Electricitäts-Werke (HEW) in mehreren Schritten von 1999 bis 2002 verkauft, zunächst unter der Regie eines SPD-geführten Senats. Beim Verkauf des letzten Anteils an die Vattenfall Europe AG, ein Tochterunternehmen des schwedischen Staatsunternehmens Vattenfall, war von Beust Regierungschef.
Hamburgs ehemaliger Erster Bürgermeister Ole von Beust (CDU) bezeichnete diesen Verkauf im Jahr 2007 als einen Fehler, indem er angab, ein staatliches Monopol sei „durch ein Quasi-Monopol auf privater Seite ersetzt worden“.
2003 gingen zudem die HeinGas Hamburger Gaswerke GmbH in der zum E.ON-Konzern gehörenden E.ON Hanse AG auf.
Nach einem Senatsbeschluss am 12. Mai 2009 hatte der Aufsichtsrat der Hamburger Wasserwerke GmbH (HWW) unter dem Vorsitz der damaligen Umweltsenatorin Anja Hajduk (GAL) am 15. Mai 2009 der Gründung von Hamburg Energie und damit wieder einem eigenen Energieversorger zugestimmt. Es folgte der Eintrag ins Handelsregister. Die Gründung erfolgte als 100-prozentige Tochter der HWW, die gemeinsam mit der Hamburger Stadtentwässerung (HSE) das Gleichordnungsunternehmen Hamburg Wasser bildet.

Aufgrund der Nuklearkatastrophe von Fukushima im März 2011 erlebte Hamburg Energie wie auch die anderen reinen Ökostromanbieter einen Nachfrageboom, was dazu führte, dass Ende Mai 2012 80.000 Stromkunden sowie 10.000 Gaskunden beliefert wurden. Im April 2016 verzeichnete Hamburg Energie 97.600 private Stromkunden und über 18.000 Gaskunden.
Zum 1. Januar 2022 fusionierte Hamburg Energie mit dem ebenfalls städtischen Unternehmen Wärme Hamburg GmbH und befindet sich als Hamburger Energiewerke GmbH nun zu 100 Prozent unmittelbar im Eigentum der Freien und Hansestadt Hamburg.

## Ziele und Motive der Gründung von Hamburg Energie

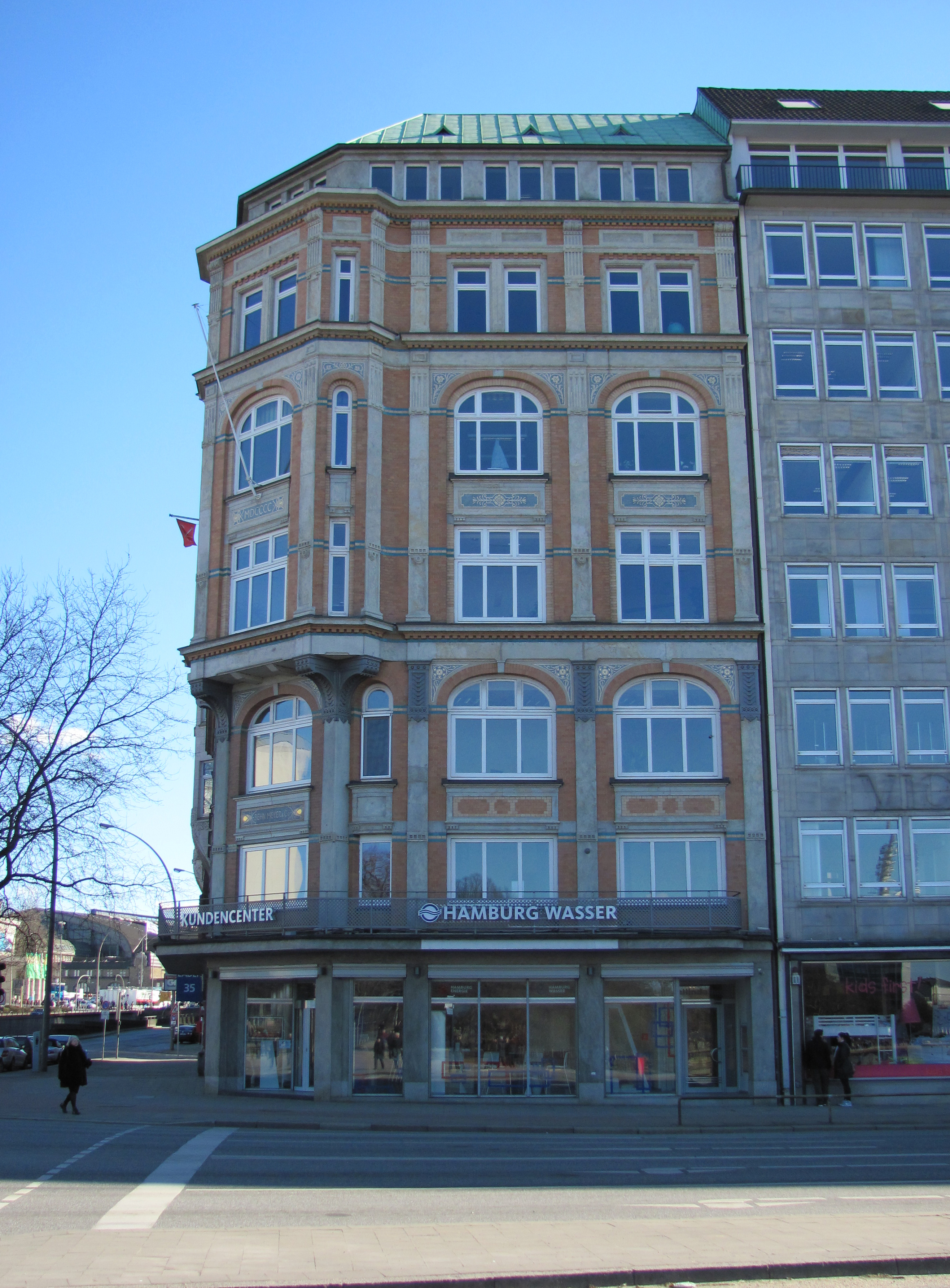
Das Kundencenter von Hamburg Energie

Hamburg hat sich im Rahmen des Masterplans Klimaschutz das Ziel gesetzt, seine energiebedingten Kohlendioxid-Emissionen bis 2020 um 40 Prozent gegenüber dem Niveau von 1990 zu verringern. Dazu muss es den jährlichen CO2-Ausstoß gegenüber dem Stand von 2006 um 5,5 Mio. Tonnen verringern.
Vor dem Hintergrund, dass das Kohlekraftwerk Moorburg und die dazugehörige Fernwärmetrasse seitens der Stadt Hamburg nicht verhindert werden konnte und weiterer Konflikte mit der Vattenfall-Gruppe, ist die Gründung der Hamburg Energie GmbH erfolgt, um verlorengegangenen energiepolitischen Einfluss zurückzugewinnen.
Ziel war die Übernahme der Energienetze (Strom, Gas, Fernwärme), um die städtische Energieversorgung hin zu erneuerbaren Energien umzubauen, insbesondere die Abkehr von Kernenergie und fossilen Brennstoffen. Die entsprechende Volksinitiative von 2013, die das Ziel einer Rekommunalisierung der Energienetze hatte, war erfolgreich. Die Forderungen wurden 2019 mit dem Rückkauf des Fernwärmenetzes vollständig umgesetzt. Seither sind die Versorgungsnetze von Hamburg wieder in städtischer Hand.
Im Oktober 2014 erhielt Hamburg Energie vom TÜV Süd das Zertifikat „Wegbereiter der Energiewende“.

## Ökostrom
Seit dem Marktstart im Herbst 2009 verkauft Hamburg Energie ausschließlich klimafreundlich erzeugten elektrischen Strom, das heißt Strom aus erneuerbaren Energiequellen wie Wasser- und Windkraft (Stromkennzeichnung „Hamburg Energie“).

## Landstrom
Um die Umweltbelastung zu reduzieren, bietet die Hamburg Port Authority am Kreuzfahrt-Terminal in Altona seit 2017 eine Landstromanlage an. Schiffe produzieren Energie für die Bordsysteme auch dann, wenn sie im Hafen liegen. Damit dabei keine fossilen Brennstoffe eingesetzt werden müssen, ist eine Stromversorgung über Land möglich, wobei Hamburg Energie als Ökostromlieferant für die Landstromversorgung im Hamburger Hafen dient.

## Städtisches Biogas
Neben Strom bietet Hamburg Energie seit August 2010 auch Erdgas-Produkte an. Diese enthalten eine Biogasbeimengung. Das Biogas wird in der Kläranlage Köhlbrandhöft aus Klärgas gewonnen. Neben Industrie-, Gewerbe- und Haushaltskunden versorgt Hamburg Energie auch die städtischen Einrichtungen in Hamburg, wie z. B. Schulen, Verwaltungsgebäude und andere Liegenschaften.

## Elektromobilität
Hamburg Energie ist der Ökostrom-Lieferant für die Ladeinfrastruktur in der Hansestadt. In dieser Rolle übernimmt das Unternehmen die Abrechnung mit allen E-Mobility-Providern (EMP), die in Hamburg Ladekarten für Endkunden zur Verfügung stellen und bietet gleichzeitig selbst einen Tarif für Elektromobilitätskunden an.

## Liefergebiet
Hamburg Energie beliefert Netzgebiete in Hamburg als auch (Teile der Metropolregion Hamburg) in den Ländern Schleswig-Holstein und Niedersachsen mit Strom und Erdgas und ist darüber hinaus mit der Erzeugung erneuerbarer Energien auch in Hamburg und der Metropolregion Hamburg aktiv.

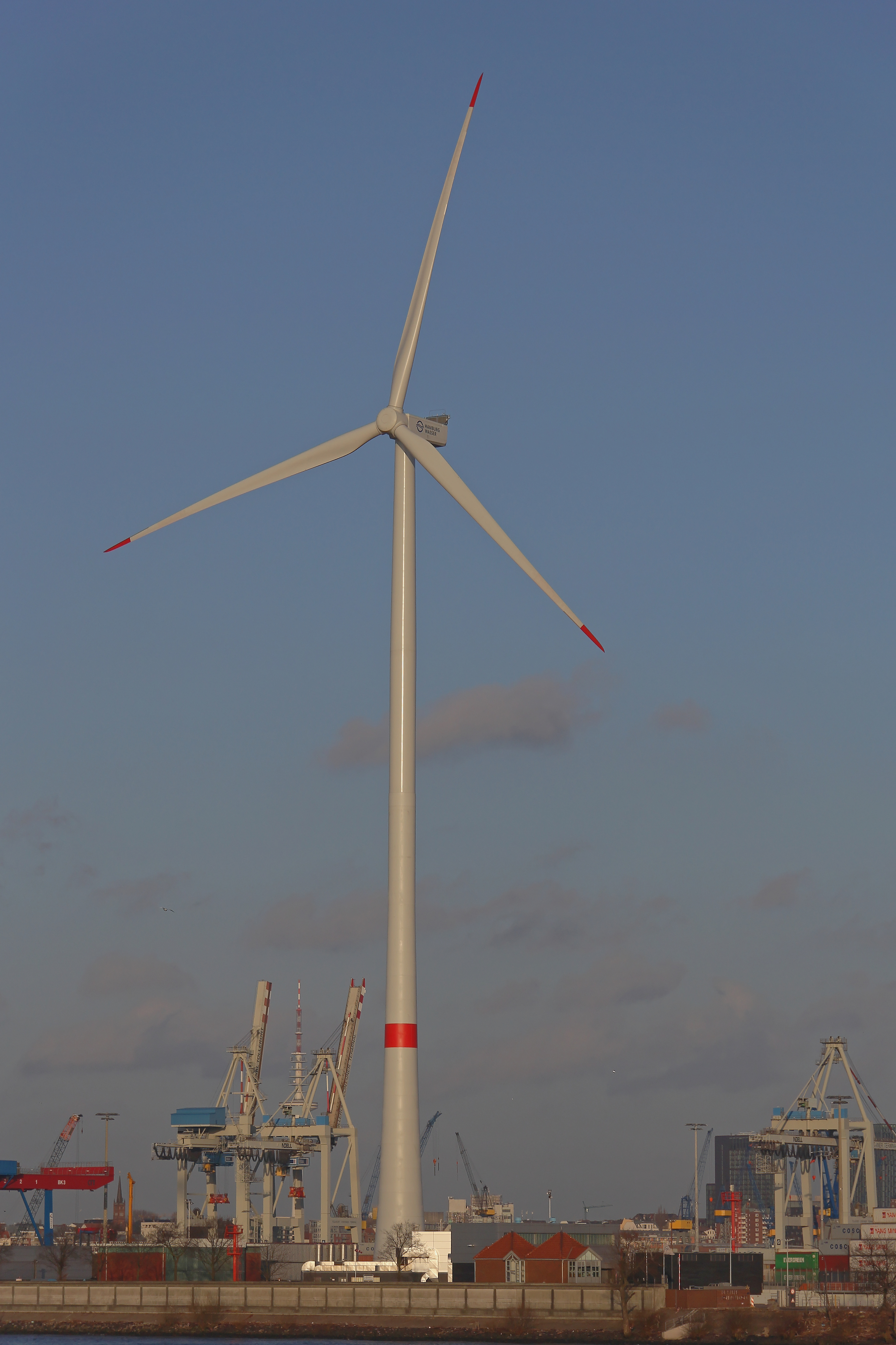
Nordex N117/3000 auf 141-m-Turm im Hamburger Hafen

## Energieerzeugung
Ziel von Hamburg Energie ist es, eine nachhaltige Energieversorgung für Hamburg aufzubauen. Dazu investiert das Unternehmen in eigene umweltfreundliche Energieerzeugungsanlagen innerhalb der Hansestadt sowie in der Metropolregion. Die erste eigene Anlage ist die Photovoltaikanlage auf der ehemaligen Mülldeponie in Hamburg-Georgswerder. Das Gelände ist heute als „Energieberg“ bekannt. Mittlerweile ist Hamburg Energie der größte Solarstromerzeuger in Hamburg mit Solarmodulen auf dem Millerntorstadion (Heimat des FC St. Pauli) und den historischen 50er Kaischuppen am Hansahafen, außerdem erzeugt das Unternehmen Ökostrom in eigenen Windkraftanlagen. Dabei sucht der städtische Energieversorger gezielt nach Möglichkeiten, den Strom innerhalb Hamburgs zu produzieren, was aufgrund mangelnder Freiflächen eine Herausforderung darstellt. So stehen Anlagen von Hamburg Energie u. a. auf dem Gelände des Stahlwerks ArcelorMittal sowie auf dem Gelände der Aluminiumhütte Trimet. Außerhalb Hamburgs kooperiert Hamburg Energie bspw. mit den Stadtwerken Winsen (Luhe). Im Rahmen einer Kooperation entstand ein gemeinsamer Windpark, der 2018 in Betrieb ging und genug Ökostrom für über 20.000 Haushalte produziert.
Hamburg Energie setzt bei der Energieerzeugung auf folgende Produktionsarten:
- Photovoltaik
- Windkraft
- Biomasse
- Tiefengeothermie
- Faulgasgewinnung (Anaerobe Zersetzung)

## Hamburg Energie Solar
Ende 2009 hat Hamburg Energie die Tochterfirma Hamburg Energie Solar gegründet. Ziel des Unternehmens ist es, 10 Megawatt zusätzliche Solarleistung in Hamburg aufzubauen. Dazu stellt das Unternehmen einen Solaratlas für Hamburg zur Verfügung, mit dem Bürger das Solarpotential ihrer Dachflächen ermitteln können. Das Unternehmen mietet große Dachflächen für eine längere Zeit an und bebaut sie selbst mit Solaranlagen.
Im Rahmen eines Bürgerbeteiligungsmodells wurden die dafür notwendigen Investitionen teilweise über eine Bürgeranleihe (4 Millionen Euro) aufgebracht, so dass Privatpersonen ein dezentrales „Bürgerkraftwerk“ verwirklichen können. Hamburg Energie ist der zurzeit (2012: 11,3 MW) größte Solaranlagenbetreiber Hamburgs.

## Solaroffensive
Als Gründungsmitglied der Solaroffensive Hamburg unterstützt Hamburg Energie die Klimaziele der Hansestadt durch den Ausbau von Photovoltaikanlagen auf Hamburgs Dächern. Die 2017 gegründete Initiative hat sich das Ziel gesetzt, bis 2020 5000 zusätzliche Solarstromanlagen auf Hamburger Dächern zu errichten.

## Kundenzentrum
In der Hamburger Altstadt befindet sich das gemeinsame Kundenzentrum von Hamburg Energie und dem Mutterunternehmen Hamburg Wasser am Ballindamm 1.